# Viridián
El viridián, también llamado verde viridiana, viridiano, verde encendido, verde encendido de óxido de cromo, verde Guignet y verde esmeralda, es un pigmento verde azulado intenso oscuro, compuesto por una mezcla de óxido de cromo hidratado y algo de anhídrido bórico (2Cr2O3 · H2O o CrO3 · 2H2O). Es transparente, de color intenso, estable y apenas moderadamente tóxico. A la derecha puede verse su color específico.
Por extensión, viridián es también la denominación del color de este pigmento.

## El pigmento original

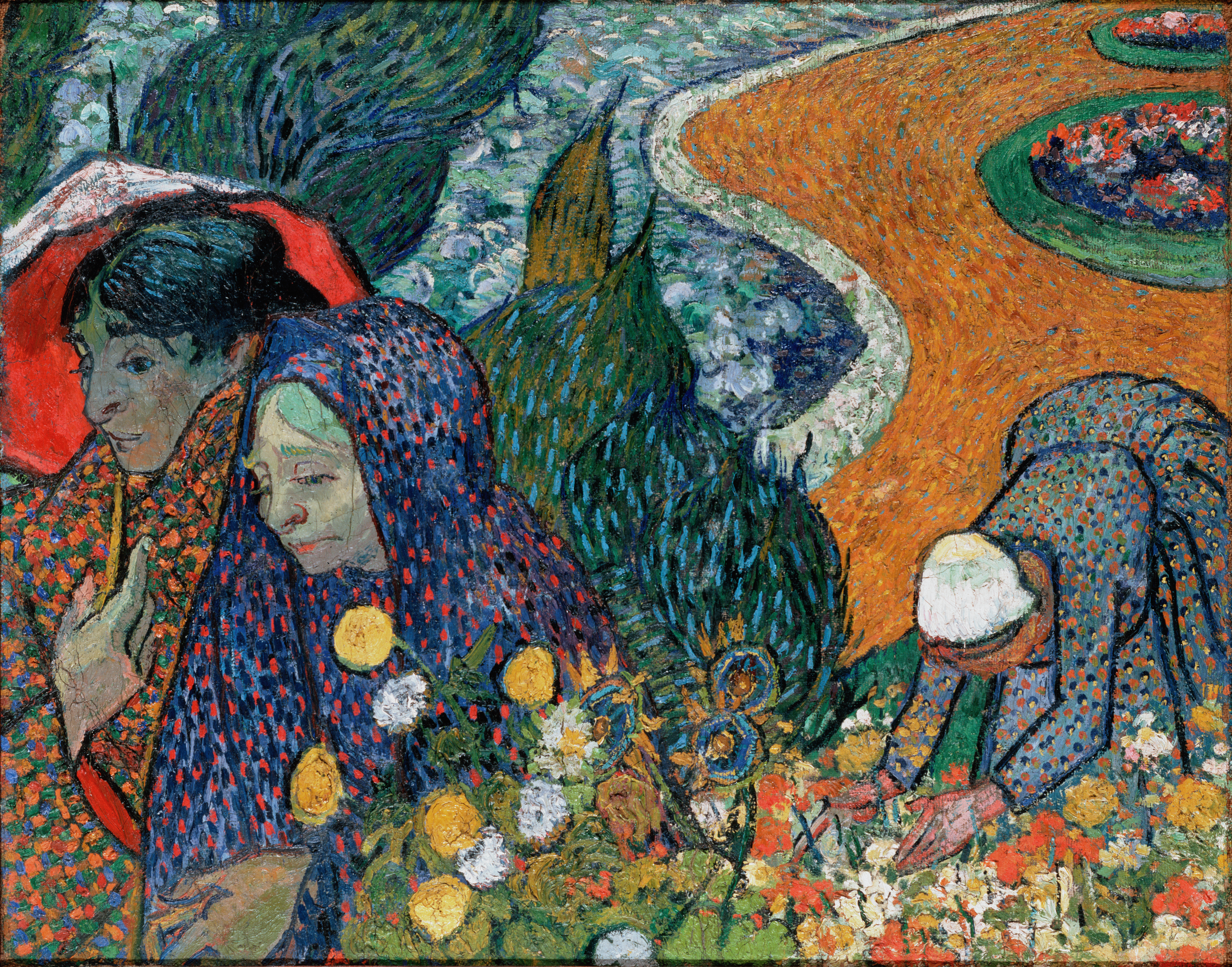
Recuerdo del jardín de Etten (mujeres de Arles), óleo de Vincent van Gogh (1888). En los cuadros de este artista se ha detectado el pigmento viridián.

### Historia y usos
Este pigmento fue producido por primera vez por la firma Pannetier, de París, en 1838; luego se le sumó otro fabricante, Binet. Pannetier y Binet habían mantenido el procedimiento de elaboración del viridián en secreto, pero en 1859 el fabricante Guignet patentó un procedimiento menos oneroso, iniciando su producción industrial recién después de 1860.
El viridián desplazó al peligroso verde de Schweinfurt, adoptándose su uso en procesos industriales de estampado e impresión, y en pinturas artísticas a la acuarela, a pesar de su elevado precio. Este pigmento se ha detectado en numerosas obras de pintores impresionistas franceses, en cuadros de Vincent van Gogh y de artistas del neoclasicismo alemán.
Actualmente el viridián continúa siendo usado como pigmento pictórico y también encuentra aplicación como colorante en mezclas cementicias, tintas, caucho y pinturas para automóviles; se usa también como componente de colorantes antitérmicos debido a su resistencia al calor. En pintura artística es muy apreciado, especialmente para la ejecución de veladuras, y se lo usa principalmente al temple y al óleo.

### Elaboración
Este pigmento se prepara a partir de bicromato de potasio y ácido bórico, calcinando estos dos componentes hasta obtener borato de óxido de cromo. Luego el borato se descompone en oxihidrato de cromo y ácido bórico mediante lixiviación con agua, y el resto del procedimiento consiste en el lavado, filtrado, molienda y secado del material resultante.

### Propiedades
Es muy resistente a la luz y al calor, buen colorante, inalterable ante álcalis, ácidos y gases, y puede mezclarse libremente con otros pigmentos y emplearse en todas las técnicas de pintura. Aunque no es muy cubriente, seca muy bien y al contacto con la piel resulta atóxico.

#### Denominación en elÍndice internacional del color
- Pigment Green 18, PG 18
- CI 77289[6]

## Como color

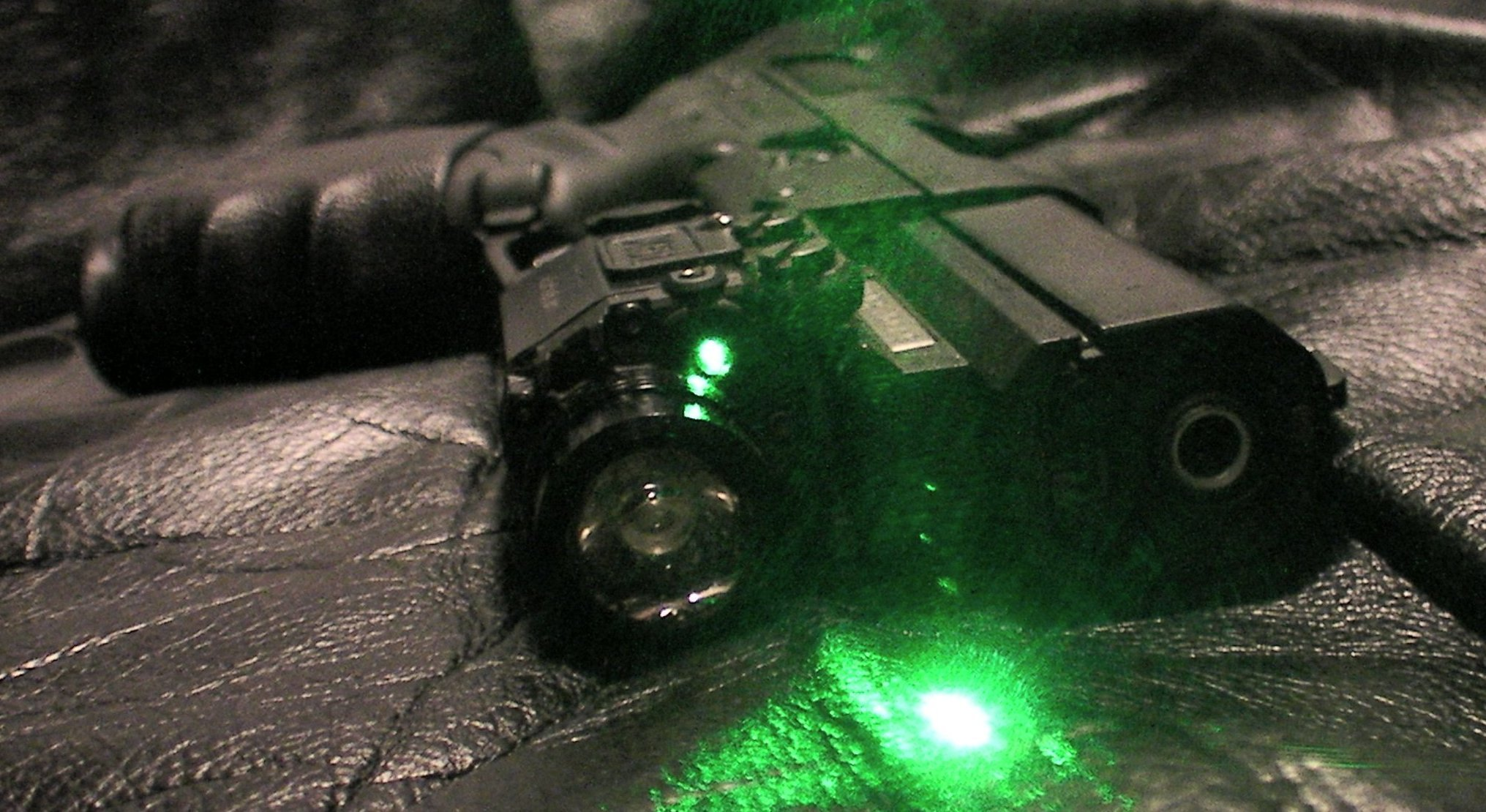
Pistola con láser viridián.

El color viridián o verde viridián de hoy día no se basa en la coloración del viridián auténtico, sino en la de un colorante imitación, obtenido mediante la interacción de la clorina y la ftalocianina de cobre. En el uso general y popular es un color relativamente indefinido, no representando necesariamente la coloración del pigmento que le dio nombre. Debajo se proporciona una muestra de este viridián inespecífico.
|            | Viridián (inespecífico) | Viridián (estándar) |
| HTML       | #007F66                 | #40826D             |
| CMYK       | (100, 0, 75, 20)        | (76, 30, 63, 11)    |
| RGB        | (0, 127, 102)           | (64, 130, 109)      |
| HSV        | (168°, 100 %, 50 %)     | (161°, 51 %, 51 %)  |
| Referencia | [ 1 ]                   | [ 8 ]               |